# Kanakaia
Kanakaia es un género de foraminífero bentónico de la familia Keramosphaeridae, de la superfamilia Soritoidea, del suborden Miliolina y del orden Miliolida. Su especie tipo es Kanakaia marianensis. Su rango cronoestratigráfico abarca el Aquitaniense (Eoceno inferior).

## Clasificación
Kanakaia incluye a las siguientes especies:
- Kanakaia iranica †
- Kanakaia marianensis †